# 7541 Nieuwenhuis
A 7541 Nieuwenhuis (ideiglenes jelöléssel 4019 T-3) a Naprendszer kisbolygóövében található aszteroida. Cornelis Johannes van Houten,  Ingrid van Houten-Groeneveld és Tom Gehrels fedezte fel 1977. október 16-án.